# 田辺晃
田辺 晃（田邊 晃、たなべ あきら、1903年〈明治36年〉5月20日 - 没年不明）は、日本の地主・実業家。神奈川県多額納税者。東土地合名会社代表社員。早稲田大学評議員。

## 経歴
神奈川県出身。田辺郷左衛門の三男、あるいは四男。1925年、早稲田大学専門部法律科卒業。1936年、家督を相続。貸地業を営む。1938年、蒙疆連合委員会の招聘に応じ渡蒙し、蒙古聯合自治政府嘱託となる。

## 人物
趣味は自然科学研究、音楽、読書、旅行。宗教は真言宗。住所は神奈川県横浜市中区中村町。

## 家族・親族
田辺家
- 父・郷左衛門（1866年 - ?、神奈川平民[5][6]、神奈川県多額納税者、神奈川県会議員、横浜市会議員、地主、貸地業）
- 妻・津多子（1909年 - ?、東京、楠八十兵衛の三女）[1][2][3][7]
- 次男[1][2]
- 三男[1][2]
- 四男[2][4]
- 長女[2][4]

親戚
- 妻の父・楠八十兵衛（東京深川吉永町の材木商、龍野屋）[7]